# Arbeitsgericht Hamm

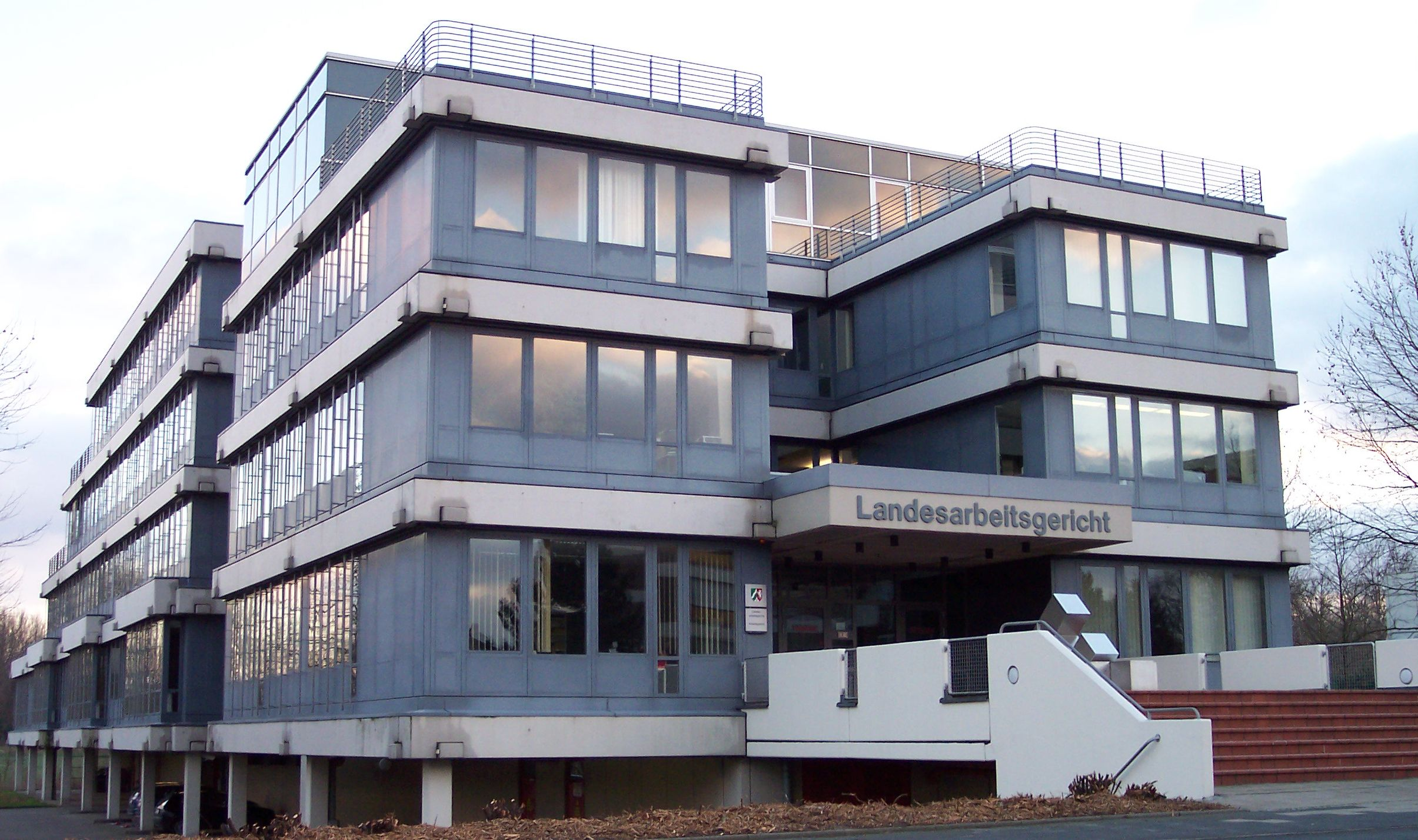
Arbeits- und Landesarbeitsgericht Hamm

Das Arbeitsgericht Hamm ist ein Gericht der ersten Instanz der Arbeitsgerichtsbarkeit in Nordrhein-Westfalen. Bei ihm sind vier Kammern gebildet.

## Gerichtssitz und -bezirk
Sitz des Gerichts ist die kreisfreie Großstadt Hamm. Der Gerichtsbezirk des Arbeitsgerichtes Hamm umfasst neben Hamm das Gebiet der Städte und Gemeinden Werl, Welver, Soest, Lippetal, Wickede (Ruhr), Bad Sassendorf, Ense, Möhnesee, Warstein, Rüthen, Lippstadt, Erwitte, Geseke und Anröchte.
Für erstinstanzliche Verfahren aus den Städten und Gemeinden Lippstadt, Erwitte, Geseke und Anröchte findet im Amtsgericht Lippstadt ein Gerichtstag statt.

## Übergeordnete Gerichte
Dem Arbeitsgericht Hamm ist das Landesarbeitsgericht Hamm und im weiteren Rechtszug das Bundesarbeitsgericht übergeordnet.

## Gebäude
Das Arbeitsgericht ist zusammen mit dem Landesarbeitsgericht Hamm im Gerichtsgebäude Marker Allee 94 untergebracht.

## Geschichte
Gemäß Arbeitsgerichtsgesetz vom 23. Dezember 1926 wurden in Deutschland Arbeitsgerichte gebildet. Diese waren nur in der ersten Instanz organisatorisch selbstständige Gerichte, die Landesarbeitsgerichte waren den Landgerichten zugeordnet. Am Landgericht Dortmund entstand so 1927 das Landesarbeitsgericht Dortmund als eines von fünf Landesarbeitsgerichten im Bezirk des Oberlandesgerichtes Hamm. In Hamm entstand das Arbeitsgericht Hamm. Sein Sprengel umfasste die Bezirke der Amtsgerichte Ahlen, Hamm, Kamen, Soest (ohne das Amt Fröndenberg und die Gemeinden Hengsen, Holzwickede und Opherdicke), Merl (ohne die Gemeinde Wickede) und Werne. Es bestand jeweils eine Kammer für Arbeiter, für Angestellte und für Handwerk.
Nach der Besetzung Deutschlands durch die Alliierten wurden 1945 zunächst alle Gerichte geschlossen. Die ordentlichen Gerichte wurden schon bald wieder eröffnet, während die Arbeitsgerichte zunächst nicht wieder eingerichtet wurden, so dass arbeitsgerichtliche Streitigkeiten von den ordentlichen Gerichten erledigt werden mussten. Gemäß Kontrollratsgesetz 21 vom 30. März 1946 sollten in Deutschland Arbeitsgerichte aufgebaut werden. Das Arbeitsgericht Hamm entstand so neu.